# Hatusa
Hatusa (em hitita: Hattusa ou Ḫattuša), a capital do Império Hitita (II milénio a.C.), situava-se perto da atual cidade de Boğazkale (antiga Bogazköy), a cerca de 200 km a leste de Ancara. Os primeiros sinais de ocupação remontam a 2 000 a.C., provavelmente dos hatitas (algumas fontes indicam Hatusa como a capital do reino hatita de Hati). No seu apogeu, no século XIV a.C., a cidade ocupava cerca de 1,8 km².

## Redondezas
A paisagem que rodeia a cidade inclui ricos campos agrícolas, terras no monte para pastagem, bem como árvores. Pequenos bosques ainda se encontram fora da cidade, mas nos tempos antigos eram muito mais difundidos. Isto significava que a população tinha uma excelente fonte de madeira para construir suas casas e outras estruturas. Os campos proviam aos povos muito trigo, cevada e lentilhas. Panos também eram abundantemente confeccionados, mas a sua principal fonte de vestuário foi de lã de carneiro. Eles também caçavam veado na floresta, mas este foi, provavelmente, apenas um luxo reservado à nobreza. A fonte de carne eram animais domesticados. Havia vários outros povoados nos arredores, como o santuário na Iazilicaia e a cidade de Alacahöyük. Uma vez que os rios da área são muito pequenos e inadequados para os principais navios, todos os transportes de e para Hatusa tinham que ser terrestres.

## História

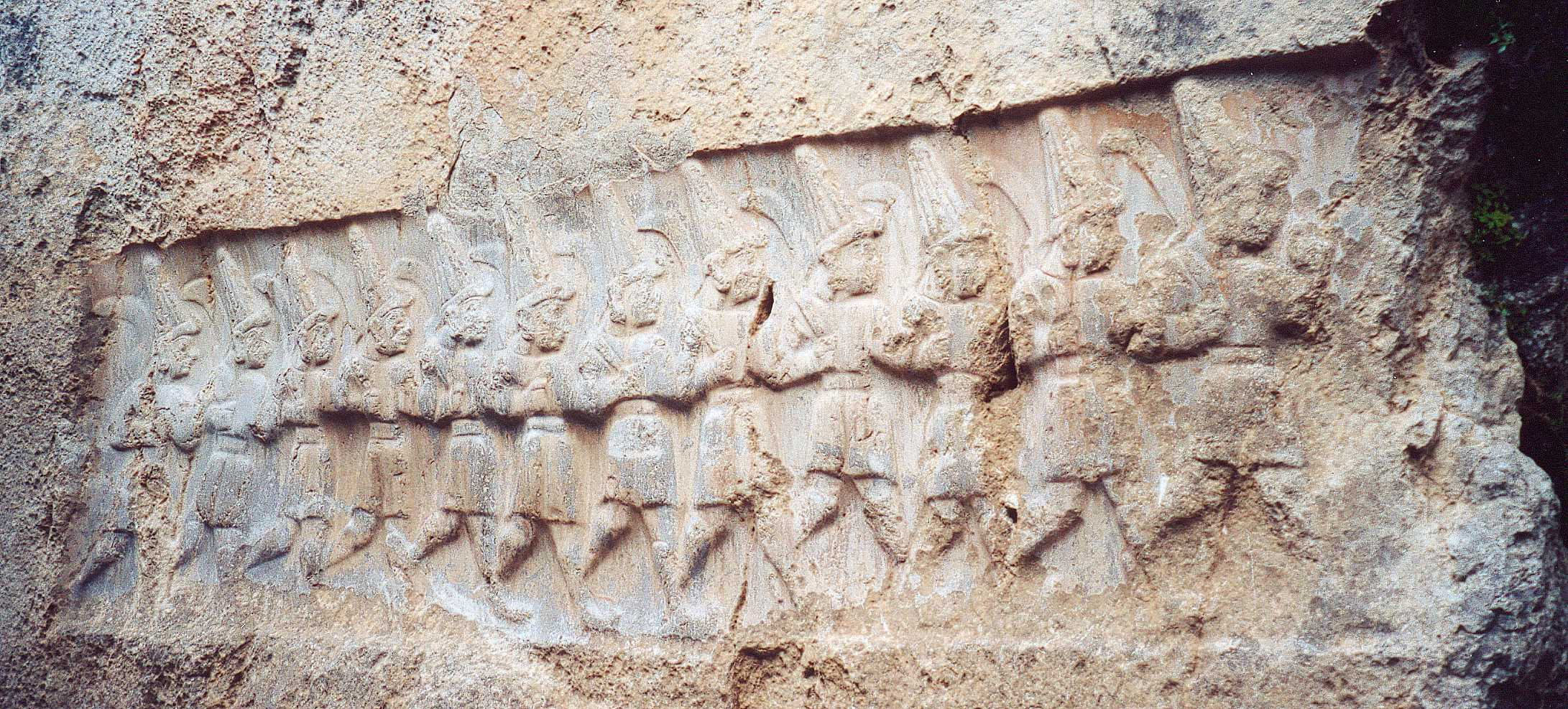
Vinte deuses hititas do submundo esculpidos em Iazilicaia, santuário de Hatusa

Antes de 2 000 a.C., a região aparentemente seria uma colônia de indígenas Hati que se estabeleceram por lá nessa época. Os traços mais antigos da colônia são de 6 000 a.C. Nos séculos XIX e XVIII a.C., comerciantes de Assur, na Assíria, estabeleceram um posto de troca aqui, criado em um quarteirão separado da cidade. O centro da sua rede comercial era localizado em Canés (atual Cultepe). Os negócios só seriam realizados se escrevessem relatórios para Hatusa: a rede de comércio de Assur começou a relatar as negociações para Hatusa em forma de escrita cuneiforme.